# Stadtbad Mitte
La Stadtbad Mitte (connue aussi sous le nom de Stadtbad Gartenstraße) est une piscine située à Berlin, en Allemagne, ouverte en 1930.

## Localisation
Le bâtiment est situé dans le quartier de Berlin-Mitte.

## Galerie

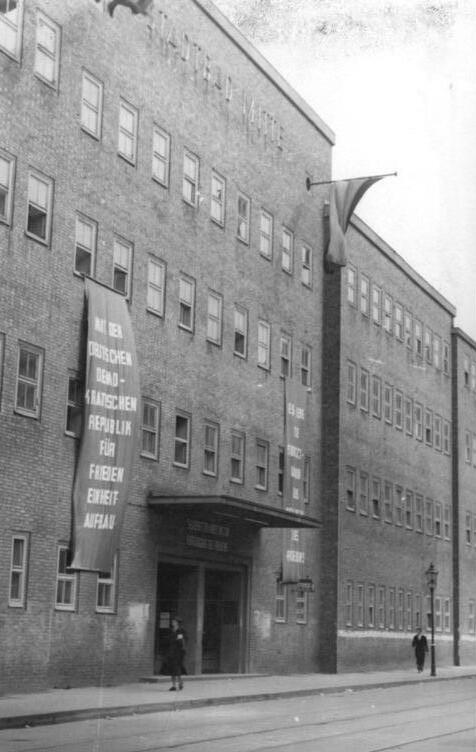
La façade en 1950.
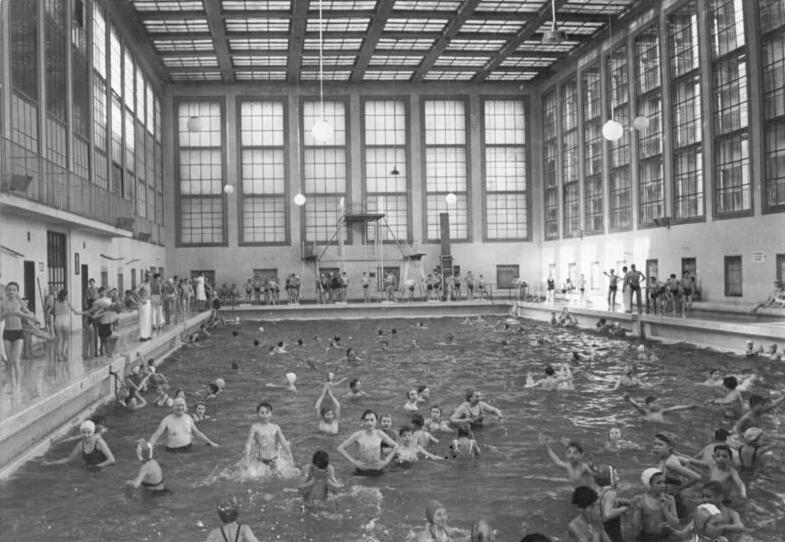
La piscine en 1951.
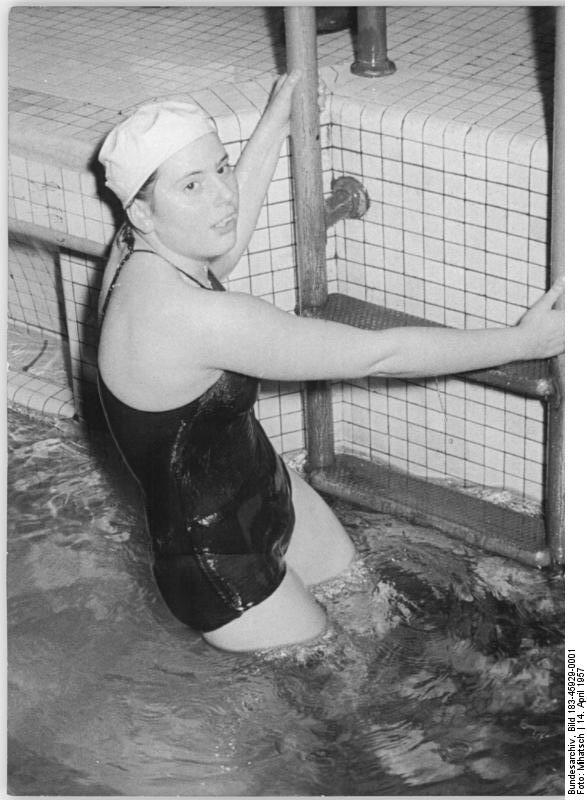
Une nageuse en 1957.
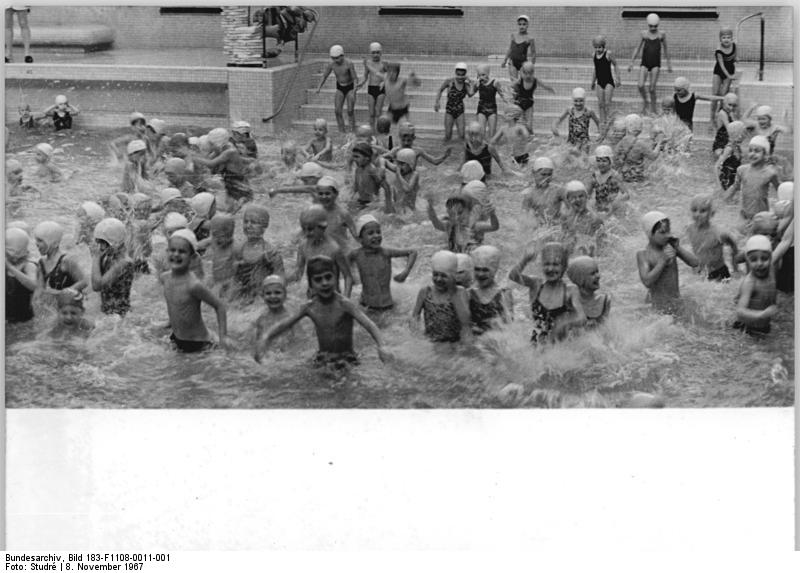
Enfants en 1967.

## Sources
- (de) Cet article est partiellement ou en totalité issu de l’article de Wikipédia en allemand intitulé « Stadtbad Mitte (Berlin) » (voir la liste des auteurs).